# Razdrto (gmina Šentjernej)
Razdrto – wieś w Słowenii, w gminie Šentjernej. W 2018 roku liczyła 38 mieszkańców.